# كريس ماثيوز
كريس ماثيوز (22 سبتمبر 1962 في أستراليا - ) (بالإنجليزية: Christopher Matthews)‏ هو لاعب كريكت أسترالي. شارك مع منتخب أستراليا الوطني للكريكت.

## وصلات خارجية
- كريس ماثيوز على موقع إي آس بي آن كريك إنفو (الإنجليزية)